# Independența (Schiff)
Die Independența war ein rumänischer Rohöltanker, der am 15. November 1979 im Eingang des Bosporus mit dem griechischen Frachter Evriali zusammenstieß, explodierte und eine Wasserverschmutzung mit rund 95.000 Tonnen Öl verursachte.

## Geschichte

### Das Schiff
Der Tanker wurde 1978 als Typschiff einer Fünferserie (Independența, Unirea, Biruința, Libertatea und Pacea) der Werft Șantierul Naval im rumänischen Ort Constanța gebaut. Die Kiellegung fand am 22. Juli 1976 mit dem Stellen der ersten Sektion statt. Die Taufe wurde am 27. Mai 1977 von Elena Ceaușescu, der Gattin des rumänischen Diktators Nicolae Ceaușescu, vorgenommen, dabei platzte die an den Steven des Schiffes geworfene Flasche Champagner nicht, was als schlechtes Omen gesehen wurde. Der Tanker war das bis dahin größte in Rumänien gebaute Schiff und das größte der rumänischen Handelsflotte.

### Die Havarie und der Brand
Im November 1979 befand sich die Independența auf ihrer 19. Rückreise mit einer Ladung von rund 95.000 Tonnen Rohöl der Sorte Es Sider auf einer Reise von Libyen ins Schwarze Meer. In der Nacht vom 14. auf den 15. November wartete das Schiff auf seinen Lotsen, der es durch den Bosporus begleiten sollte. Zum Zeitpunkt der Kollision bestand, anders als heute, für Tanker keine Pflicht, den Bosporus nur bei Tage zu passieren. Auch mussten während der Passage keine Lotsen oder Schlepper genommen werden. Um 4:35 Uhr türkischer Zeit kollidierte der 1970 gebaute griechische 10.000 Tonnen-Frachter Evriali, der eine Ladung von etwa 7400 Tonnen Rundeisen transportierte, im Südeingang des Bosporus mit dem Tanker. Beide Schiffe gerieten in Brand. Die Independența musste keine Inertgasanlage betreiben. Inertgasanlagen waren erst bei Neubauten ab Mitte 1979 und für bestehende Tankschiffe ab Mitte 1983 verpflichtend vorgeschrieben.
Gegen 5:20 Uhr morgens am 15. November explodierte die Independența, wobei 43 der 46 Besatzungsmitglieder des Tankers in den Flammen umkamen. Rund eine halbe Seemeile vor dem Hafen von Haydarpaşa lief die Independența  auf der Position 40° 59′ 39″ N, 29° 0′ 28″ O auf Grund und brannte dort trotz einiger Löschversuche der türkischen Marine unter weiteren Explosionen bis zum 14. Dezember. Das Wrack brach auseinander und die Marine gab die Leitung des Falls am 19. November an den Direktor des Marmara-Distrikts ab.

### Folgen
Schon am 17. November trafen Fachleute der International Tanker Owners Pollution Federation (ITOPF) am Unglücksort ein. Die türkische Regierung erteilte dem ITOPF-Personal aber keine Genehmigung zum Überflug des Unfallortes, weshalb alle Untersuchungen vom Boot aus durchgeführt werden mussten. Nachdem anfangs kaum eine Verschmutzung durch das brennende Wrack festgestellt wurde, verließen die Besichtiger der ITOPF den Ort am 27. November wieder, um vier Tage nach den Explosionen am 6. Dezember wieder zurückzukehren. Nachdem das Feuer schließlich von selbst erloschen war, befanden sich noch geschätzte 2000 Tonnen Öl an Bord des Wracks. Während im Laufe der Wochen nach dem Unfall eine größere Menge Öl ins Wasser austrat und den Bosporus sowie den Hafen von Haydarpaşa verschmutzte, war der wochenlange Brand mit der einhergehenden Luftverschmutzung das Hauptproblem. Das Fahrwasser durch den Bosporus war zunächst gesperrt und später durch das Wrack behindert. Erst Jahre später brach man das Wrack ab und verschrottete es in Tuzla.
Ein gegen den griechischen Kapitän der Evriali, Alekos Adamapoulos und sieben andere Besatzungsmitglieder geführtes Verfahren stellte eine fahrlässige Nichtbeachtung der geltenden Verkehrsregeln fest. Sieben Monate nach der Verurteilung wurde Adamapoulos gegen eine Zahlung von 850 US-Dollar Strafe entlassen.
Da die Independența durch den Unfall zum Totalverlust wurde, forderte der Eigner und Betreiber des Tankers, die rumänische Reederei Navrom, vom Schiffsversicherer etwa 10 Millionen US-Dollar Schadenersatz. Eine Unterwasseruntersuchung des Wracks durch vom Lloyd’s Register of Shipping beauftragte Taucher zeigte keine grundlegenden Konstruktionsmängel, so dass die Versicherungssumme schließlich ausbezahlt wurde.
Ein anderes Verfahren von 1986 sah die Schuld an der Kollision bei der Independența. Rumänien wies Schadenersatzforderung von griechischer Seite stets zurück. Die Türkei forderte von Rumänien rund 200 Millionen Dollar für die entstandenen Schäden sowie die durchgeführten Aufräumarbeiten.